# Pierre Reggiani
Pour les articles homonymes, voir Reggiani.
Pierre Reggiani est un acteur, chanteur et metteur en scène français.

## Théâtre et spectacles musicaux
- 1973 : Ciboulette, Théâtre national de l'Opéra-Comique
- 1974 : La Vie parisienne de Jacques Offenbach, Théâtre national de l'Opéra-Comique
- 1975 : Zorba le Grec de John Kander et Fred Ebb, mise en scène de David Toguri, Théâtre de Boulogne-Billancourt
- 1976 : Croisière d'amour, mise en scène de Dominique Tirmont, Bobino
- 1976 : Les Fantasticks de Tom Jones et Harvey Schmidt, mise en scène Franck d'Ascanio, Théâtre campagne Première
- 1978 : L'Histoire du soldat, Jean-Claude Pennetier, Festival d'Avignon - Sarlat
- 1978 : Montéhus, Louis Thierry, Théâtre du Marais
- 1979 : En revenant de la revue, H. Drac, Maison de la culture de Rennes
- 1979 : My Fair Lady, d'Alan Jay Lerner et Frederick Loewe, Glover Théâtre de Lille
- 1979 : Là-haut de Yves Mirande, Gustave Quinson et Maurice Yvain, Théâtre de Tours
- 1980 : Ta bouche de Yves Mirande, Albert Willemetz et Maurice Yvain, mise en scène de Jacques Mauclair, Théâtre Hébertot
- 1980 : Quatre jours à Paris, Théâtre de Bordeaux
- 1980 : La Mélodie du bonheur de Richard Rodgers et Oscar Hammerstein II, Théâtre de Liège
- 1980 : Il faut marier maman de Marc-Cab, Serge Veber et Guy Lafarge, Théâtre de Nantes et tournée Belgique
- 1981 : Un chapeau de paille d'Italie, d'Eugène Labiche, tournée
- 1981 : La Belle Hélène de Jacques Offenbach, tournée
- 1981 : Nos folles années de J. Fabre, Théâtre d'Avignon
- 1982 : No, No, Nanette de Vincent Youmans, Irving Caesar et Otto Harbach, tournée
- 1982 : Hello, Dolly ! de Michael Stewart et Jerry Herman, mise en scène de Paul Glover, tournée
- 1983 : L'Opéra de quat'sous de Bertolt Brecht et Kurt Weill, mise en scène de Marc Jolivet, théâtre Présent
- 1983 :  La Villette en chansons de Bernard Da Costa, mise en scène de Jacques Connort, Théâtre Paris-Villette
- 1984 : L'Histoire du soldat, mise en scène G. Maro, Comédie de Paris
- 1984 : Paris Populi de Georges Coulonges et Francis Lemarque, Olympia
- 1985 : Si Guitry m'était chanté d'après Sacha Guitry, arrangements Gérard Calvi, direction musicale Monique Colonna, Comédie de Paris
- 1985 : Orphée aux Enfers de Hector Crémieux et Ludovic Halévy, sur une musique de Jacques Offenbach, mise en scène de René Dupuy
- 1986 : Les années 20, Olympia
- 1986 : Chantons l'été 36, La Cigale
- 1987 : Le Tour du monde en quatre-vingts jours, livret de Jean-Marie Lecoq d’après le roman de Jules Verne, musique de Louis Dunoyer de Segonzac, mise en scène de Jean-Marie Lecoq, Théâtre de Chambéry
- 1987 : Irma la douce d'Alexandre Breffort, mise en scène de Jean-Louis Tardieu, musique de Marguerite Monnot, mise en scène de Jean-Luc Tardieu
- 1987 : Le Capitaine Fracasse, mise en scène de Jean-Marie Lecoq
- 1988 : Merci ! Monsieur Chevalier, La Cigale
- 1988 : Fric-Frac d'Édouard Bourdet, mise en scène de Louis Thierry, Théâtre de la Potinière
- 1988 : Les Pieds dans l'eau de Michel Lengliney, mise en scène d'Éric Civanyan, Théâtre de la Madeleine
- 1988 : Pyjama pour six de Marc Camoletti, mise en scène de l'auteur, Théâtre Michel
- 1989 : Y'a d'la joie, La Cigale
- 1989 : La comédie musicale, Théâtre de l'Odéon
- 1989 : Il faut marier maman de Marc-Cab, Serge Veber et Guy Lafarge, Grand Théâtre de Toulouse
- 1989 : Paris Music'hall, Théâtre de la porte St Martin
- 1990 : Le Capitaine Fracasse, mise en scène de Jean-Marie Lecoq, Théâtre de la Renaissance
- 1990 : Gai, gai, marions-nous, Olympia
- 1990 : Le Goûter des généraux de Boris Vian, mise est scène Gérard Maro, Comédie de Paris
- 1990 : Marianne, La Cigale
- 1992 : La nuit des rats, Bernard Toublanc-Michel, Théâtre de Courbevoie
- 1992 : La nuit de Barbizon, Yves Pignot, Théâtre Édouard-VII
- 1992 : La Mégère apprivoisée de William Shakespeare, mise en scène d'Yves Leguillochet, Théâtre de Chelles
- 1993 : L'histoire de Paris, Jacqueline Danno, Olympia
- 1994 : Amphitryon, Théâtre Paris-Villette
- 1994 : Offenbach, tu connais ? de Roger Défossez, mise en scène de Nicolas Bataille, Tournée
- 1995 : Le Tour du monde en quatre-vingts jours, livret de Jean-Marie Lecoq d’après le roman de Jules Verne, musique de Louis Dunoyer de Segonzac, mise en scène de Jean-Marie Lecoq, Tournée des Zéniths
- 1995 : Les empires de la lune, mise en scène de Jean-Marie Lecoq, Théâtre Déjazet
- 1997 : Un jour aux courses, mise en scène de Jérôme Soubeyrand, Théâtre de Courbevoie
- 1997 : Le Médecin malgré lui de Gounod, livret de Jules Barbier et Michel Carré, d'après la pièce éponyme de Molière, mise en scène Jérôme Soubeyrand, Théâtre de Courbevoie
- 1997 : Piaf Je t'aime de Claude Lemesle et Charles Dumont, mise en scène de Jacques Darcy, Théâtre de l'Odéon et tournée
- 1998 : Le Capitaine Fracasse, mise en scène de Jean-Marie Lecoq, Théâtre Déjazet
- 1999 : No, No, Nanette de Vincent Youmans, Irving Caesar et Otto Harbach, Opéra-théâtre de Metz
- 1999 : Gribouille, mise en scène de Caroline Clerc, Théâtre du Faubourg
- 2000 : La Belle et la Bête, musique de Louis Dunoyer de Segonzac, mise en scène de Jean-Marie Lecoq
- 2000 : Jour de fête, mise en scène d'Yves Leguillochet, Théâtre de Lelouch
- 2000 : Offenbach, tu connais ? de Roger Défossez, mise en scène de Nicolas Bataille, Théâtre Fontaine
- 2001 : Robin des Bois, musique de Louis Dunoyer de Segonzac, mise en scène de Jean-Marie Lecoq
- 2001 : La Belle Hélène de Jacques Offenbach, mise en scène d'Y. Duparc, Grand Théâtre de Bordeaux
- 2001 : Agrippa d'Aubigné, mise en scène de Jean Guichard, Abbaye de Maillezais
- 2002 :  Alice aux pays des merveilles, musique de Charlélie Couture, mise en scène de S. Mann
- 2002 : Hello, Dolly! de Michael Stewart et Jerry Herman, mise en scène de P. Cybil, Grand Théâtre de Bordeaux
- 2003 : Vent du soir de Jacques Offenbach, mise en scène de Philippe Ermelier, Tambour Royal
- 2003 : Les Demoiselles de Rochefort de Jacques Demy, Michel Legrand et Alain Boublil, mise en scène de Redha, Lille Grand Palais, Palais des congrès de Paris
- 2004 : Ils ont chanté pour, tournée
- 2004 : Paris Music'hall, Théâtre Femina
- 2004 : Le Tour du monde en quatre-vingts jours, mise en scène de S. Mann, Tournée des Zéniths
- 2005 : La Vie parisienne de Jacques Offenbach, mise en scène d'Y. Duparc, Grand Théâtre de Bordeaux
- 2005 : Nietzsche-Wagner et autres cruautés de Gilles Tourman, mise en scène de Marc Lesage, Théâtre de l'Avant-Scène à Colombes
- 2006 : La tête dans les étoiles, mise en scène de S. Mann, Tournée des Zéniths
- 2006 : Cabaret de Joe Masteroff, Fred Ebb et John Kander, mise en scène de Sam Mendes, Folies Bergère
- 2011 : Vivre est devenu difficile mais souhaitable d'Antoine Lemaire, mise en scène de l'auteur, La Rose des vents
- 2011 : Cabaret de Joe Masteroff, Fred Ebb et John Kander, mise en scène de Sam Mendes, Théâtre Marigny et tournée
- 2012 : 1789 Les Amants De La Bastille de Dove Attia
- 2012 : Poil de carotte de Jules Renard, d'Éric Szerman et Camille Turlot, adaptée du roman Poil de carotte, mise en scène de David Eguren, tournée
- 2014 : Point de fuite de Doriane Moretus, Patrick Dordoigne, mise en scène de Doriane Moretus, Patrick Dordoigne, tournée
- 2014 : Le Chant du cygne d'Anton Tchekhov, mise en scène d'Antoine Lemaire
- 2015 : Irma la douce de Alexandre Breffort, mise en scène Nicolas Briançon, Théâtre de la Porte-Saint-Martin, tournée
- 2018 : Silence, on tourne ! de Patrick Haudecœur et Gérald Sibleyras, mise en scène Patrick Haudecœur, théâtre Fontaine

## Filmographie

### Cinéma
- 1983 : Ça va pas être triste de Pierre Sisser : Daniel Cordet
- 2008 : Mostefa Benboulaïd d'Ahmed Rachedi
- 2013 : Le Chemin de Patrick Lecomte (court métrage)

### Télévision
- 1983 : Cinéma 16 - épisode Le Château faible de Jean Larriaga (France 3)
- 1986 : Espionne et tais-toi de Claude Boissol (France 2)
- 1990 : Le secret de la langouste de M. Coldefy (TF1)
- 1990 : Un passeport pour Papaganou de D. Juliani (TF1)
- 1991 : La nuit de toutes les surprises de D. Juliani (TF1)
- 1991 : Cas de divorce - épisode Blondin contre Blondin d'A. Lombard (TF1)
- 1992 : Loi du marché de L. M. Martori (TF1)
- 1992 : Une amitié comme la nôtre de M. Coldefy (TF1)
- 1992 : Rage de dents d'A. Lombard (France 3)
- 1993 : Un homme hors saison de L. M. Martori (TF1)
- 1994 : New Eve de Jean-François Claire (TF1)
- 1994 : L’île aux pigeons d'A. Garceau (TF1)
- 1995 : SOS L...... de D. Juliani (TF1)
- 1995 : Atmosphère de Claude Boissol (TF1)
- 2006 : Le Doux Pays de mon enfance de Jacques Renard (Canal+)
- 2008 : Que du bonheur ! de Christophe Fort et Nathalie Cottet (TF1)
- 2009 : Quand vient la peur... d'Élisabeth Rappeneau (France 2)
- 2009 : R.I.S Police scientifique - épisode 56 Dernier voyage de Jean-Marc Thérin (TF1)
- 2012 : Scènes de ménages - épisode L'ancien saison 4 (M6)
- 2014 : En famille d'Éric Summer - saison 3 (M6)

### Doublage
- 1986 : La Petite Boutique des Horreurs : Rick Moranis dans le rôle de Seymour Krelborn (chant)